# Задача о разорении игрока
Задача о разорении игрока — задача из области теории вероятностей.

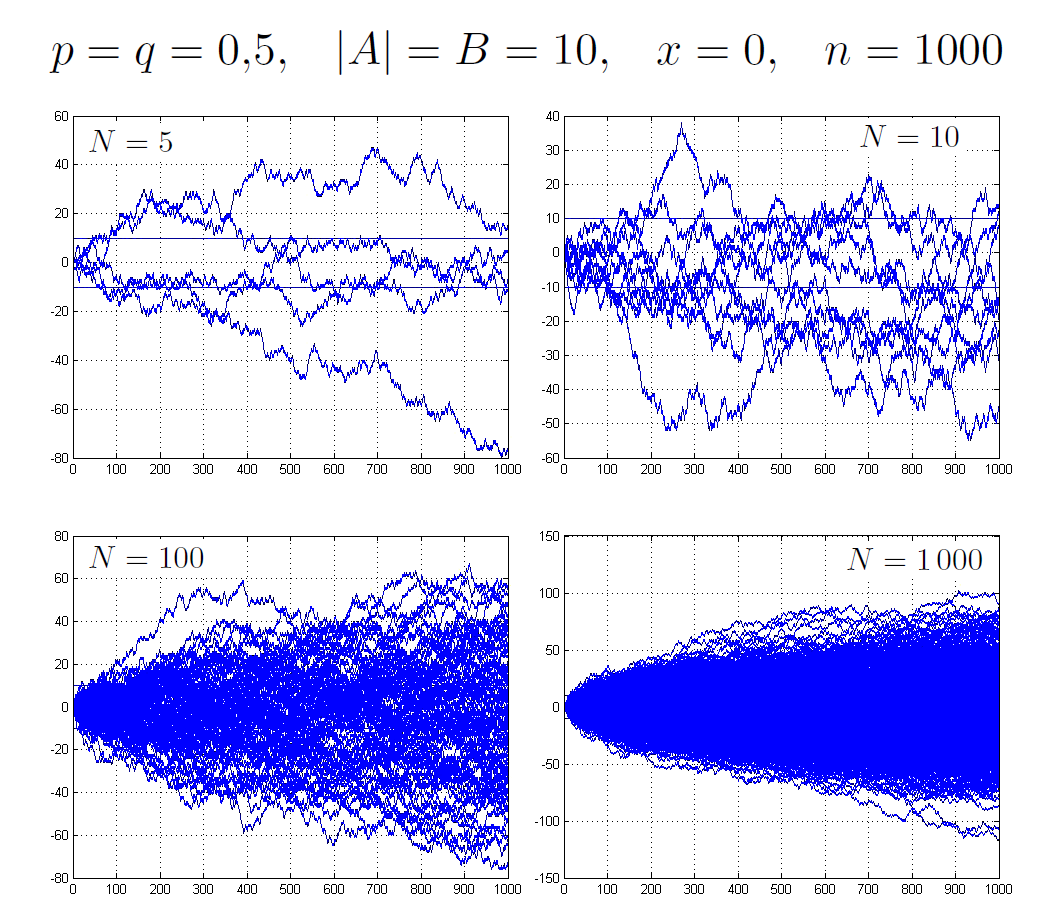
Траектории справедливой игры длиною 1000 шагов; коридор блуждания частицы обозначен горизонтальными линиями

## Формулировка
За столом сидят два игрока. У первого в распоряжении находится {\displaystyle -A\ (A<0,-A>0)} рублей, у второго в распоряжении находится {\displaystyle B\ (B>0)} рублей. Перед ними на столе лежит асимметричная монета (вероятность, что выпадет аверс, может равняться любому числу от 0 до 1 включительно). Если на монете выпадает аверс, то рубль выигрывает первый игрок (второй игрок выплачивает первому 1 рубль), а если выпадает реверс, то первый игрок платит второму один рубль. Требуется найти вероятность того, что один из игроков проиграется в ноль за {\displaystyle n} шагов, и вероятность проигрыша каждого азартного игрока. Также необходимо вычислить среднюю длину игры.

Данная ситуация может быть смоделирована подобным образом: имеется блуждающая частица и коридор {\displaystyle [A;B]}. Рассматривается вероятность того, что частица выйдет из коридора за {\displaystyle n} шагов (проскочит через верхнюю или нижнюю стенку).

## Схема Бернулли
Рассмотрим схему Бернулли с {\displaystyle n} испытаниями.
Пусть {\displaystyle (\Omega ,{\mathcal {A}},\mathbb {P} )} — вероятностное пространство, где
- {\displaystyle \Omega ={\bigl \{}\omega \colon \omega =(x_{1};\ldots ;x_{n}),\ x_{i}=\pm 1{\bigr \}}} — элементарные исходы,
- {\displaystyle {\mathcal {A}}=\{A_{i}\subseteq \Omega \}} — алгебра подмножеств вероятностного пространства,
- {\displaystyle \mathbb {P} {\bigl (}\{\omega \}{\bigr )}=p^{\nu (\omega )}\cdot q^{n-\nu (\omega )}}, где {\displaystyle \nu (\omega )} — количество выпавших в данной последовательность единиц.

В выражении выше число выпавших единиц можно найти так: {\displaystyle \nu (\omega )={\frac {\sum \limits _{i=1}^{n}x_{i}+n}{2}}}.
Введём последовательность бернуллиевских случайных величин:
{\displaystyle i={\overline {1;n}},\quad \xi _{i}(\omega )\colon \quad \mathbb {P} {\bigl (}\{\xi _{i}=1\}{\bigr )}=p,\quad \mathbb {P} {\bigl (}\{\xi _{i}=-1\}{\bigr )}=q,\quad p+q=1.}

### Подзадача о нормированности вероятности
Доказать, что {\displaystyle \sum \limits _{\omega \in \Omega }\mathbb {P} {\bigl (}\{\omega \}{\bigr )}=1.}

Решение
{\displaystyle \sum \limits _{\omega \in \Omega }\mathbb {P} {\bigl (}\{\omega \}{\bigr )}=\sum \limits _{\omega \in \Omega }p^{\frac {\sum \limits _{i=1}^{n}x_{i}+n}{2}}\cdot q^{n-{\frac {\sum \limits _{i=1}^{n}x_{i}+n}{2}}}=\sum \limits _{k=0}^{n}\sum \limits _{\omega \in A_{k}}p^{\frac {\sum \limits _{i=1}^{n}(x_{i}+1)}{2}}\cdot q^{\frac {\sum \limits _{i=1}^{n}(1-x_{i})}{2}}=\sum \limits _{k=0}^{n}C_{n}^{k}p^{k}q^{n-k}.} Это справедливо в силу того, что {\displaystyle {\frac {x_{i}+1}{2}}\in \{0;1\}.}
{\displaystyle \sum \limits _{k=0}^{n}C_{n}^{k}p^{k}q^{n-k}=(p+q)^{n}=1}, поскольку по условию {\displaystyle p+q=1}. {\displaystyle \blacksquare }

### Подзадача о независимости случайных величинξi
Доказать, что {\displaystyle \xi _{1}} и {\displaystyle \xi _{2}} независимы.

Решение
Независимость случайных величин означает, что
{\displaystyle \mathbb {P} {\bigl (}\{\xi _{1}=1\}\cap \{\xi _{2}=1\}{\bigr )}=\mathbb {P} {\bigl (}\{\xi _{1}=1\}{\bigr )}\mathbb {P} {\bigl (}\{\xi _{2}=1\}{\bigr )},}
покажем это:
| {\displaystyle \mathbb {P} {\bigl (}\{\xi _{1}=1\}\cap \{\xi _{2}=1\}{\bigr )}=\mathbb {P} {\bigl (}\{\omega \colon \omega =(x_{1};\ldots ;x_{n}),\ x_{1}=1,\ x_{2}=1\}{\bigr )}=} |
| {\displaystyle =\sum \limits _{\begin{smallmatrix}x_{3}=\pm 1\\\ldots {}\\x_{n}=\pm 1\end{smallmatrix}}p^{\frac {2+\sum \limits _{i=3}^{n}x_{i}+n}{2}}\cdot q^{n-{\frac {2+\sum \limits _{i=3}^{n}x_{i}+n}{2}}}=p^{2}\sum \limits _{\begin{smallmatrix}x_{3}=\pm 1\\\ldots {}\\x_{n}=\pm 1\end{smallmatrix}}p^{\frac {\sum \limits _{i=3}^{n}x_{i}+(n-2)}{2}}\cdot q^{(n-2)-{\frac {\sum \limits _{i=3}^{n}x_{i}+(n-2)}{2}}}=p^{2}\cdot 1.} {\displaystyle \blacksquare } |

### Случайное блуждание
Для схемы Бернулли договоримся о следующем смысле случайной величины ξ: {\displaystyle \xi _{i}=+1} означает, что второй игрок платит первому, а {\displaystyle \xi _{i}=-1} — первый игрок второму.
Введём новое обозначение:
{\displaystyle S_{0}=0}, {\displaystyle S_{k}=\xi _{1}+\ldots {}+\xi _{k},\quad 1\leqslant k\leqslant n}.
Число {\displaystyle n} равно длительности игры, а последовательность {\displaystyle (S_{k})_{k\leqslant n}} можно рассматривать как траекторию случайного блуждания некоторой частицы, выходящей из нуля, при этом очевидно равенство {\displaystyle S_{k+1}=S_{k}+\xi _{k+1}}, а само {\displaystyle S_{k}} означает выигрыш первого игрока у второго (который может быть отрицательным).

Пусть {\displaystyle A}, {\displaystyle B} — два целых числа, {\displaystyle A\leqslant 0}, {\displaystyle B\geqslant 0}. Требуется найти, с какой вероятностью за {\displaystyle n} шагов будет осуществлён выход частицы из коридора, ограниченного {\displaystyle A} и {\displaystyle B}.
Далее, пусть {\displaystyle x} — целое число, {\displaystyle x\in \mathbb {Z} \cap [A;B]}. Пусть также для {\displaystyle 0\leqslant k\leqslant n} верно, что {\displaystyle S_{k}^{x}=x+S_{k}} (что означает, что игроки начинали играть с ненулевым капиталом в распоряжении). Пусть {\displaystyle \tau _{k}^{x}=\min {\bigl \{}l\colon 0\leqslant l\leqslant k,S_{l}^{x}=\{A\mathrm {~or~} B\}{\bigr \}}}. Условимся считать, что {\displaystyle \tau _{k}^{x}=k}, если {\displaystyle A<S_{l}^{x}<B\quad \forall l\colon 0\leqslant l\leqslant k}. Если частица так и не пересекла границы, то {\displaystyle x_{k}} не определён.
Для каждого {\displaystyle 0\leqslant k\leqslant n} и {\displaystyle x\in [A;B]\cap \mathbb {Z} } момент {\displaystyle \tau _{k}^{x}} называется моментом остановки, который является случайной величиной, определённой на пространстве элементарных событий {\displaystyle \Omega }. {\displaystyle \forall l<k\quad \{\omega \colon \tau _{k}^{x}=l\}} — это событие, состоящее в том, что случайное блуждание {\displaystyle \{S_{i}^{x}\colon 0\leqslant i\leqslant k\}}, начинающееся в точке {\displaystyle x}, выйдет из интервала {\displaystyle [A;B]} в момент {\displaystyle l}. Введём новые обозначения: {\displaystyle {\mathcal {A}}_{k}^{x}=\coprod \limits _{0\leqslant l\leqslant k}\{\omega \colon \tau _{k}^{x}=l,\ S_{l}^{x}=A\}}, {\displaystyle {\mathcal {B}}_{k}^{x}=\coprod \limits _{0\leqslant l\leqslant k}\{\omega \colon \tau _{k}^{x}=l,\ S_{l}^{x}=B\}} для {\displaystyle 0\leqslant k\leqslant n}. Пусть {\displaystyle \alpha _{k}(x)=\mathbb {P} ({\mathcal {A}}_{k}^{x})}, {\displaystyle \beta _{k}(x)=\mathbb {P} ({\mathcal {B}}_{k}^{x})} — вероятности выхода частицы за время {\displaystyle [0;k]} из интервала {\displaystyle [A;B]} соответственно в точках {\displaystyle A} и {\displaystyle B}.
Пусть {\displaystyle A<x<B}; очевидно, что {\displaystyle \alpha _{0}(x)=\beta _{0}(x)=0} (пока игра не началась, частица находится внутри интервала с вероятностью 1). Пусть теперь {\displaystyle 0\leqslant k\leqslant n}. Тогда по формуле полной вероятности {\displaystyle \beta _{k}(x)=\mathbb {P} ({\mathcal {B}}_{k}^{x})=\mathbb {P} ({\mathcal {B}}_{k}^{x}\mid S_{1}^{x}=x+1)\cdot \mathbb {P} {\bigl (}\{\xi _{1}=1\}{\bigr )}+\mathbb {P} ({\mathcal {B}}_{k}^{x}\mid S_{1}^{x}=x-1)\cdot \mathbb {P} {\bigl (}\{\xi _{1}=-1\}{\bigr )}.}

### Подзадача о рекуррентности
Доказать, что
(1) {\displaystyle \mathbb {P} ({\mathcal {B}}_{k}^{x}\mid S_{1}^{x}=x+1)=\mathbb {P} ({\mathcal {B}}_{k-1}^{x+1})},
(2) {\displaystyle \mathbb {P} ({\mathcal {B}}_{k}^{x}\mid S_{1}^{x}=x-1)=\mathbb {P} ({\mathcal {B}}_{k-1}^{x-1})}.
Доказательство.
(1) Докажем, что {\displaystyle \mathbb {P} ({\mathcal {B}}_{k}^{x}\mid S_{1}^{x}=x+1)=\mathbb {P} ({\mathcal {B}}_{k-1}^{x+1})}.
{\displaystyle {\mathcal {B}}_{k}^{x}={\bigl \{}\omega \colon (x;x+\xi _{1};\ldots {};x+\xi _{1}+\ldots {}+\xi _{k})\in B_{k}^{x}{\bigr \}}}, где {\displaystyle B_{k}^{x}} — множество траекторий вида {\displaystyle (x;x+x_{1};\ldots {};x+x_{1}+\ldots {}+x_{k}),\quad x_{i}=\pm 1}, которые за время {\displaystyle [0;k]} впервые выходят из интервала {\displaystyle (A;B)} в точке {\displaystyle B} (показано на рисунке). Если случайный вектор попадает в подходящую траекторию, то он попадает в множество {\displaystyle {\mathcal {B}}}. Представим множество {\displaystyle B_{k}^{x}} как {\displaystyle B_{k}^{x;x+1}\sqcup B_{k}^{x;x-1}}. Дизъюнктное объединение правомерно по причине того, что у любой частицы, проходящей по траектории, {\displaystyle x_{1}=\pm 1}. {\displaystyle B_{k}^{x;x+1}} — те траектории из {\displaystyle B_{k}^{x}}, для которых {\displaystyle x_{1}=1}. {\displaystyle B_{k}^{x;x-1}} — те траектории из {\displaystyle B_{k}^{x}}, для которых {\displaystyle x_{1}=-1}. Заметим, что каждая траектория {\displaystyle (x;x+1;x+1+x_{2};\ldots {};x+1+x_{2}+\ldots +x_{k})} из {\displaystyle B_{k}^{x;x+1}} находится в однозначном соответствии с траекторией {\displaystyle (x+1;x+1+x_{2};\ldots {};x+1+x_{2}+\ldots +x_{k})} из {\displaystyle B_{k-1}^{x+1}}. Взаимно-однозначное соответствие доказывается от противного. Предположим, что {\displaystyle x_{1}=-1} (неоднозначное соответствие); тогда данная траектория {\displaystyle (x;x-1;x-1+x_{2};\ldots ;x-1+x_{2}+\ldots +x_{k})} не сможет вывести частицу из коридора за {\displaystyle k} шагов (а только лишь за {\displaystyle k+2} из-за изначального отдаления от верхней стенки коридора). В обратную сторону соответствие является также однозначным из определения: {\displaystyle S_{k+1}=S_{k}+\xi _{k+1}}. Из этого следует, что {\displaystyle \mathbb {P} {\Bigl (}{\big \{}(x+1;x+1+x_{2};\ldots ;x+1+x_{2}+\ldots +x_{k})\in B_{k-1}^{x+1}{\bigr \}}{\Bigr )}=\mathbb {P} {\Bigl (}{\bigl \{}(x+1;x+1+x_{1};\ldots ;x+1+x_{1}+\ldots +x_{k-1})\in B_{k-1}^{x+1}{\bigr \}}{\Bigr )}{\mathrel {\stackrel {\rm {def}}{=}}}\mathbb {P} ({\mathcal {B}}_{k-1}^{x+1})} (так как {\displaystyle \xi _{i}} суть независимые одинаково распределённые случайные величины).
Существует и другой способ доказательства:
| {\displaystyle \mathbb {P} ({\mathcal {B}}_{k}^{x}\mid S_{1}^{x}=x+1)=\mathbb {P} ({\mathcal {B}}_{k}^{x}\mid \xi _{1}=1)=\mathbb {P} {\bigl (}(x;x+\xi _{1};\ldots {};x+\xi _{1}+\ldots {}+\xi _{k})\in B_{k}^{x}\mid \xi _{1}=1{\bigr )}=}                                                                          |
| {\displaystyle ={\frac {\mathbb {P} {\bigl (}(x;x+\xi _{1};\ldots {};x+\xi _{1}+\ldots {}+\xi _{k})\in B_{k}^{x}\cap \xi _{1}=1{\bigr )}}{\mathbb {P} (\{\xi _{1}=1\})}}={\frac {\mathbb {P} {\bigl (}(x;x+1;\ldots {};x+1+\ldots {}+\xi _{k})\in B_{k}^{x}\cap \xi _{1}=1{\bigr )}}{\mathbb {P} (\{\xi _{1}=1\})}}=} |
| {\displaystyle =\mathbb {P} {\bigl (}\{(x;x+1;x+1+\xi _{2};\ldots {};x+1+\xi _{2}+\ldots {}+\xi _{k})\in B_{k}^{x}\}{\bigr )}=\mathbb {P} {\bigl (}\{(x;x+1;x+1+\xi _{1};\ldots {};x+1+\xi _{1}+\ldots {}+\xi _{k-1})\in B_{k}^{x}\}{\bigr )}=}                                                                       |
| {\displaystyle =\mathbb {P} {\bigl (}\{(x;x+1;x+1+\xi _{1};\ldots {};x+1+\xi _{1}+\ldots {}+\xi _{k-1})\in B_{k-1}^{x+1}\}{\bigr )}=\mathbb {P} ({\mathcal {B}}_{k-1}^{x+1})=\beta _{k-1}(x+1)}. |

Это справедливо потому, что вероятности независимы (это было доказано ранее).

(2) Аналогично докажем, что {\displaystyle \mathbb {P} ({\mathcal {B}}_{k}^{x}\mid S_{1}^{x}=x-1)=\mathbb {P} ({\mathcal {B}}_{k-1}^{x+1})}.
Каждая траектория {\displaystyle (x;x-1;x-1+x_{2};\ldots {};x-1+x_{2}+\ldots +x_{k})} из {\displaystyle B_{k}^{x;x+1}} находится в однозначном соответствии с траекторией {\displaystyle (x-1;x-1+x_{2};\ldots {};x-1+x_{2}+\ldots +x_{k})} из {\displaystyle B_{k-1}^{x-1}}. Отсюда {\displaystyle \mathbb {P} {\Bigl (}{\bigl \{}(x-1;x-1+x_{2};\ldots ;x-1+x_{2}+\ldots +x_{k})\in B_{k-1}^{x-1}{\bigr \}}{\Bigr )}=\mathbb {P} {\Bigl (}{\bigl \{}(x-1;x-1+x_{1};\ldots ;x-1+x_{1}+\ldots +x_{k-1})\in B_{k-1}^{x-1}{\bigr \}}{\Bigr )}{\mathrel {\stackrel {\rm {def}}{=}}}\mathbb {P} ({\mathcal {B}}_{k-1}^{x-1}).} {\displaystyle \blacksquare }

### Вывод рекуррентного соотношения
Из уравнения для {\displaystyle \beta _{k}(x)} следует, что для {\displaystyle x\in (A;B)} и {\displaystyle k\leqslant n} верно:
{\displaystyle \mathbb {P} ({\mathcal {B}}_{k}^{x})=\mathbb {P} ({\mathcal {B}}_{k}^{x}\mid S_{1}^{x}=x+1)\cdot p+\mathbb {P} ({\mathcal {B}}_{k}^{x}\mid S_{1}^{x}=x-1)\cdot q=\mathbb {P} ({\mathcal {B}}_{k-1}^{x+1})\cdot p+\mathbb {P} ({\mathcal {B}}_{k-1}^{x-1})\cdot q=p\beta _{k-1}(x+1)+q\beta _{k-1}(x-1).}
{\displaystyle \beta _{l}(B)=1}, {\displaystyle \beta _{l}(A)=0} для {\displaystyle l\in [0;n]}.

Формула полной вероятности также даёт нам следующий результат: {\displaystyle \alpha _{k}(x)=p\alpha _{k-1}(x+1)+q\alpha _{k-1}(x-1)}.

Также отметим, что {\displaystyle {\mathcal {B}}_{k-1}\subset {\mathcal {B}}_{k}}, и поэтому {\displaystyle \beta _{k-1}(x)\leqslant \beta _{k}(x)\leqslant 1} для {\displaystyle k\leqslant n}. Это утверждение верно, так как к любой траектории, выводящей частицу за меньшее количество шагов, можно прибавить в начало один шаг ({\displaystyle x_{j-1}=\pm 1}), на котором частица может прийти в точку {\displaystyle (j;S_{j}^{x})} как из {\displaystyle (j-1;S_{j}^{x}-1)} (для {\displaystyle \xi _{j}=1}), так и из {\displaystyle (j-1;S_{j}^{x}+1)} ({\displaystyle j\leqslant k}).

## Нахождение вероятностей
При достаточно больших {\displaystyle n} вероятность {\displaystyle \beta _{n}(x)} близка к {\displaystyle \beta (x)} — решению уравнения {\displaystyle \beta (x)=p\beta (x+1)+q\beta (x-1)} при тех условиях, что {\displaystyle \beta (B)=1} (выход произошёл сразу же из точки {\displaystyle B} — конец игры, выиграл первый игрок), {\displaystyle \beta (A)=0} (первый игрок никогда не выиграет, если выход произойдёт мгновенно в точке {\displaystyle A}). Эти условия следуют из того, что {\displaystyle \lim \limits _{l\rightarrow \infty }\beta _{l}(B)=\beta (B)}. Это также будет доказано в этом разделе.
Сначала получим решение уравнения {\displaystyle \beta (x)=p\beta (x+1)+q\beta (x-1)}. Пусть игра несправедливая ({\displaystyle p\neq q}). В таком случае найдём корни уравнения, то есть {\displaystyle \beta (x)}. Одно частное решение видно сразу: {\displaystyle \beta (x)=\mathrm {const} =a}. Другое решение найдём, воспользовавшись тем, что {\displaystyle \beta (x)} — функция. Целесообразно употребить выражение с отношением {\displaystyle {\frac {q}{p}}}, учитывая, что {\displaystyle p+q=1}: {\displaystyle \left({\frac {q}{p}}\right)^{x}={\frac {q^{x}(p+q)}{p^{x}}}={\frac {q^{x}}{p^{x-1}}}+{\frac {q^{x+1}}{p^{x}}}=p{\frac {q^{x+1}}{p^{x+1}}}+q{\frac {q^{x-1}}{p^{x-1}}}=p\left({\frac {q}{p}}\right)^{x+1}+q\left({\frac {q}{p}}\right)^{x-1}}. Отсюда правомерно предположить, что {\displaystyle \beta (x)=b\cdot \left({\frac {q}{p}}\right)^{x}}. Добавление константы ничего не изменит благодаря тому, что {\displaystyle p+q=1}.
Теперь рассмотрим общее решение: {\displaystyle \beta (x)=a+b\left({\frac {q}{p}}\right)^{x}}. Воспользуемся теми условиями, что {\displaystyle \beta (A)=a+b\left({\frac {q}{p}}\right)^{A}=0} и {\displaystyle \beta (B)=a+b\left({\frac {q}{p}}\right)^{B}=1}, и получим, что {\displaystyle \beta (x)={\frac {\beta (x)-0}{1-0}}={\frac {\beta (x)-\beta (A)}{\beta (B)-\beta (A)}}={\frac {a+b\left({\frac {q}{p}}\right)^{x}-\left(a+b\left({\frac {q}{p}}\right)^{A}\right)}{a+b\left({\frac {q}{p}}\right)^{B}-\left(a+b\left({\frac {q}{p}}\right)^{A}\right)}}={\frac {\left({\frac {q}{p}}\right)^{x}-\left({\frac {q}{p}}\right)^{A}}{\left({\frac {q}{p}}\right)^{B}-\left({\frac {q}{p}}\right)^{A}}}.}

### Подзадача о единственности решения
Докажем единственность решения данной задачи. Для этого покажем, что любое решение задачи {\displaystyle \beta (x)=p\beta (x+1)+q\beta (x-1)} с граничными условиями может быть представлено в виде {\displaystyle {\frac {\left({\frac {q}{p}}\right)^{x}-\left({\frac {q}{p}}\right)^{A}}{\left({\frac {q}{p}}\right)^{B}-\left({\frac {q}{p}}\right)^{A}}}}.

Решение
Рассмотрим некоторое решение {\displaystyle {\check {\beta }}(x)} при условиях {\displaystyle {\check {\beta }}(A)=0}, {\displaystyle {\check {\beta }}(B)=1}. Тогда всегда можно подобрать такие константы {\displaystyle {\check {a}}} и {\displaystyle {\check {b}}}, что {\displaystyle {\check {a}}+{\check {b}}\left({\frac {q}{p}}\right)^{A}={\check {\beta }}(A)}, {\displaystyle {\check {a}}+{\check {b}}\left({\frac {q}{p}}\right)^{A+1}={\check {\beta }}(A+1)}. Тогда из уравнения поставленной задачи следует, что {\displaystyle {\check {\beta }}(A+2)={\check {a}}+{\check {b}}\left({\frac {q}{p}}\right)^{A+2}}. Тогда в общем случае {\displaystyle {\check {\beta }}(x)={\check {a}}+{\check {b}}\left({\frac {q}{p}}\right)^{x}}. Следовательно, решение {\displaystyle {\frac {\left({\frac {q}{p}}\right)^{x}-\left({\frac {q}{p}}\right)^{A}}{\left({\frac {q}{p}}\right)^{B}-\left({\frac {q}{p}}\right)^{A}}}} является единственным. Точно такой же ход рассуждений может быть применён и к {\displaystyle \alpha (x)}. {\displaystyle \blacksquare }

### Предельная сходимость
Рассмотрим вопрос о быстроте предельной сходимости {\displaystyle \alpha _{n}(x)} и {\displaystyle \beta _{n}(x)} к {\displaystyle \alpha (x)} и {\displaystyle \beta (x)}. Пусть блуждание начинается из начала координат ({\displaystyle x=0}). Для простоты обозначим {\displaystyle \alpha _{n}(0)=\alpha _{n}}, {\displaystyle \beta _{n}(0)=\beta _{n}}, {\displaystyle \gamma _{n}=1-\alpha _{n}-\beta _{n}}. Иными словами, {\displaystyle \gamma _{n}} — это единица минус сумма вероятностей выхода частицы из коридора — вероятность того, что она останется блуждать в коридоре: {\displaystyle \gamma _{n}=\mathbb {P} \{\omega \colon A<S_{k}<B;0\leqslant k\leqslant n\}}. {\displaystyle \omega } представляет собой событие {\displaystyle \bigcap \limits _{0\leqslant k\leqslant n}\{A<S_{k}<B\}}. Рассмотрим число {\displaystyle n=rm}, где {\displaystyle r,m\in \mathbb {Z} }, и цепочку случайных величин {\displaystyle \zeta _{n}\colon \zeta _{1}=\sum \limits _{i=1}^{m}\xi _{i},~\zeta _{2}=\sum \limits _{i=m+1}^{2m}\xi _{i},~\ldots {},~\zeta _{r}=\sum \limits _{i=m(r-1)}^{rm}\xi _{i}}. Если обозначить совокупное богатство за {\displaystyle C=|A|+B}, то тогда {\displaystyle \{A<S_{k}<B;1\leqslant k\leqslant rm\}\subseteq {\bigl \{}|\zeta _{1}|<C;\ldots {};|\zeta _{r}|<C{\bigr \}}}. Этому есть разумное объяснение: если частица выходит из нуля и не пересекает границ, то тогда совершенно определённо сумма {\displaystyle m} штук {\displaystyle x_{i}} меньше, чем совокупный запас.

### Подзадача о независимости случайных величинζi
Докажем, что {\displaystyle \zeta _{j}} независимы и одинаково распределённые. Достаточно доказать, что они независимы, так как все они имеют биномиальное распределение.

Решение
Докажем, что {\displaystyle \mathbb {P} {\bigl (}\{\zeta _{1}=m\}\cap \{\zeta _{2}=m\}{\bigr )}=\mathbb {P} {\bigl (}\{\zeta _{1}=m\}{\bigr )}\cdot \mathbb {P} {\bigl (}\{\zeta _{2}=m\}{\bigr )}.}
| {\displaystyle \mathbb {P} {\bigl (}\{\zeta _{1}=m\}\cap \{\zeta _{2}=m\}{\bigr )}=\mathbb {P} \left(\left\{\sum \limits _{i=1}^{m}\xi _{i}=m\right\}\cap \left\{\sum \limits _{i=m+1}^{2m}\xi _{i}=m\right\}\right)=}                                                                      |
| {\displaystyle =\mathbb {P} {\bigl (}\{\xi _{1;\ldots ;m}=1\}\cap \{\xi _{m+1;\ldots ;2m}=1\}{\bigr )}=\mathbb {P} ^{2m}{\bigl (}\{\xi _{i}=1\}{\bigr )}=\mathbb {P} {\bigl (}\{\zeta _{1}=m\}{\bigr )}\cdot \mathbb {P} {\bigl (}\{\zeta _{2}=m\}{\bigr )}}. {\displaystyle \blacksquare } |

Вернёмся к рассмотрению сходимости.
Из только что доказанного следует что {\displaystyle \gamma _{n}\leqslant \mathbb {P} {\Bigl (}{\bigl \{}|\zeta _{1}|;\ldots ;|\zeta _{r}|<C{\bigr \}}{\Bigr )}=\prod \limits _{i=1}^{r}\mathbb {P} {\Bigl (}{\bigl \{}|\zeta _{i}|<C{\bigr \}}{\Bigr )}={\biggl (}\mathbb {P} {\Bigl (}{\bigl \{}|\zeta _{1}|<C{\bigr \}}{\Bigr )}{\biggr )}^{r}}.
Рассмотрим дисперсию: {\displaystyle \mathrm {Var} (\zeta _{1})=m{\bigl (}1-(p-q)^{2}{\bigr )}} (что вполне правомерно, так как {\displaystyle 1-(p-q)^{2}=1-{\bigl (}(p+q)^{2}-4pq{\bigr )}}, а {\displaystyle \xi } — модифицированная бернуллиевская случайная величина), поэтому для достаточно больших {\displaystyle m} и {\displaystyle 0<p<1} верно: {\displaystyle \mathbb {P} {\Bigl (}{\bigl \{}|\zeta _{1}|<C{\bigr \}}{\Bigr )}\leqslant \varepsilon _{1}}, где {\displaystyle \varepsilon _{1}<1}, так как если {\displaystyle \mathbb {P} {\Bigl (}{\bigl \{}|\zeta _{1}|\leqslant C{\bigr \}}{\Bigr )}=1}, то {\displaystyle \mathrm {Var} (\zeta _{1})\leqslant C^{2}}. Если {\displaystyle p=0} или {\displaystyle p=1}, то для довольно больших {\displaystyle m} верно, что {\displaystyle \mathbb {P} {\Bigl (}{\bigl \{}|\zeta _{1}|<C{\bigr \}}{\Bigr )}=0}, поэтому неравенство {\displaystyle \mathbb {P} {\Bigl (}{\bigl \{}|\zeta _{1}|<C{\bigr \}}{\Bigr )}\leqslant \varepsilon _{1}} верно {\displaystyle \forall p\in [0;1]}. Из вышесказанного следует, что {\displaystyle \gamma _{n}\leqslant \varepsilon ^{n}}, где {\displaystyle \varepsilon =\varepsilon _{1}^{\frac {1}{m}}<1}. Так как {\displaystyle \alpha +\beta =1}, то {\displaystyle (\alpha -\alpha _{n})-(\beta -\beta _{n})=\gamma _{n}}; так как {\displaystyle \alpha \geqslant \alpha _{n}} и {\displaystyle \beta \geqslant \beta _{n}}, то {\displaystyle 0\leqslant \alpha -\alpha _{n}\leqslant \gamma _{n}\leqslant \varepsilon ^{n}}; {\displaystyle 0\leqslant \beta -\beta _{n}\leqslant \gamma _{n}\leqslant \varepsilon ^{n}} при {\displaystyle \varepsilon <1}. Аналогичные оценки справедливы и для разностей {\displaystyle \alpha (x)-\alpha _{n}(x)} и {\displaystyle \beta (x)-\beta _{n}(x)}, так как можно свести эти разности к разностям {\displaystyle \alpha -\alpha _{n}} и {\displaystyle \beta -\beta _{n}} при {\displaystyle A_{1}=A-x}, {\displaystyle B_{1}=B-x}.
Вернёмся к рассмотрению {\displaystyle \alpha (x)}. По аналогии с решением {\displaystyle {\frac {\left({\frac {q}{p}}\right)^{x}-\left({\frac {q}{p}}\right)^{A}}{\left({\frac {q}{p}}\right)^{B}-\left({\frac {q}{p}}\right)^{A}}}} уравнения {\displaystyle \beta (x)=p\beta (x+1)+q\beta (x-1)}, можно сказать, что у уравнения {\displaystyle \alpha (x)=p\alpha (x+1)+q\alpha (x-1)} при граничных условиях {\displaystyle \alpha (A)=1}, {\displaystyle \alpha (B)=0} существует единственное решение {\displaystyle \alpha (x)={\frac {\left({\frac {q}{p}}\right)^{B}-\left({\frac {q}{p}}\right)^{x}}{\left({\frac {q}{p}}\right)^{B}-\left({\frac {q}{p}}\right)^{A}}},\qquad A\leqslant x\leqslant B.}
Нетрудно заметить, что {\displaystyle \alpha (x)+\beta (x)={\frac {\left({\frac {q}{p}}\right)^{B}-\left({\frac {q}{p}}\right)^{x}}{\left({\frac {q}{p}}\right)^{B}-\left({\frac {q}{p}}\right)^{A}}}+{\frac {\left({\frac {q}{p}}\right)^{x}-\left({\frac {q}{p}}\right)^{A}}{\left({\frac {q}{p}}\right)^{B}-\left({\frac {q}{p}}\right)^{A}}}={\frac {\left({\frac {q}{p}}\right)^{B}-\left({\frac {q}{p}}\right)^{A}}{\left({\frac {q}{p}}\right)^{B}-\left({\frac {q}{p}}\right)^{A}}}=1} при любых {\displaystyle p\in [0;1]}. Если же игра является справедливой (вероятность выпадения аверса равна вероятности выпадения реверса), то решения будут выглядеть следующим образом: {\displaystyle \beta (x)={\frac {x-A}{B-A}}}, {\displaystyle \alpha (x)={\frac {B-x}{B-A}}}.

### Ответ о вероятности разорения
Величины {\displaystyle \alpha (x)} и {\displaystyle \beta (x)} можно назвать вероятностями разорения первого и второго игрока при начальных капиталах {\displaystyle x-A} и {\displaystyle B-x} при стремлении количества ходов к бесконечности и характеризации случайной величина {\displaystyle \xi _{i}=+1} как выигрыша первого игрока, а {\displaystyle \xi _{i}=-1} — проигрыша первого игрока. В дальнейшем будет показано, почему такую последовательность действительно можно построить.
Если {\displaystyle A=0}, то интуитивный смысл функции {\displaystyle \beta (x)} — это вероятность того, что частица, вышедшая из положения {\displaystyle x}, достигнет верхней стенки ({\displaystyle B}) ранее, чем нуля. Из формул {\displaystyle \beta (x)} видно, что
{\displaystyle \beta (x)={\begin{cases}{\frac {x}{B}},&p=q=0{,}5,\\{\frac {\left({\frac {q}{p}}\right)^{x}-1}{\left({\frac {q}{p}}\right)^{B}-1}},&p\neq q\end{cases}}}.

### Парадокс увеличения ставки при неблагоприятной игре
Что необходимо сделать первому игроку, если игра неблагоприятна для него?
Его вероятность проигрыша задана формулой {\displaystyle \lim \limits _{k\rightarrow \infty }\alpha _{k}=\alpha ={\frac {\left({\frac {q}{p}}\right)^{B}-1}{\left({\frac {q}{p}}\right)^{B}-\left({\frac {q}{p}}\right)^{A}}}}.

Теперь пусть первый игрок с капиталом {\displaystyle (-A)} примет решение удвоить ставку и играть на два рубля, то есть {\displaystyle \mathbb {P} {\bigl (}\{\xi _{i}=2\}{\bigr )}=p}, {\displaystyle \mathbb {P} {\bigl (}\{\xi _{i}=-2\}{\bigr )}=q}. Тогда обозначим предельную вероятность разорения первого игрока так: {\displaystyle \alpha _{2}={\frac {\left({\frac {q}{p}}\right)^{0{,}5B}-1}{\left({\frac {q}{p}}\right)^{0{,}5B}-\left({\frac {q}{p}}\right)^{0{,}5A}}}}.
Поэтому {\displaystyle \alpha ={\frac {\left({\frac {q}{p}}\right)^{0{,}5B\cdot 2}-1^{2}}{\left({\frac {q}{p}}\right)^{0{,}5B\cdot 2}-\left({\frac {q}{p}}\right)^{0{,}5A\cdot 2}}}={\frac {\left(\left({\frac {q}{p}}\right)^{0{,}5B}-1\right)\cdot \left(\left({\frac {q}{p}}\right)^{0{,}5B}+1\right)}{\left(\left({\frac {q}{p}}\right)^{0{,}5B}-\left({\frac {q}{p}}\right)^{0{,}5A}\right)\cdot \left(\left({\frac {q}{p}}\right)^{0{,}5B}+\left({\frac {q}{p}}\right)^{0{,}5A}\right)}}=\alpha _{2}\cdot {\frac {\left(\left({\frac {q}{p}}\right)^{0{,}5B}+1\right)}{\left(\left({\frac {q}{p}}\right)^{0{,}5B}+\left({\frac {q}{p}}\right)^{0{,}5A}\right)}}>\alpha _{2}}, так как {\displaystyle \alpha _{2}} умножается на дробь, которая больше единицы при {\displaystyle q>p}.

Поэтому если вероятность выпадения столь желанного для первого игрока аверса меньше {\displaystyle 0{,}5}, то ему выгодно увеличить ставку в {\displaystyle r>1} раз: это уменьшает вероятность его терминального разорения за счёт того, что вырастает вероятность выскочить из коридора в точке {\displaystyle B}. Это решение кажется парадоксальным, так как складывается впечатление, что при неблагоприятной ситуации надо снизить ставку и уменьшить проигрыш, но в действительности при бесконечном числе игр и низкой ставке проигрывающий игрок в конечном счёте обязательно проиграется в ноль, а игрок с высокой ставкой обладает большими шансами выпадения количества аверсов, достаточного для завершения игры в точке {\displaystyle B}.

## Длительность случайного блуждания
Рассмотрим среднюю длительность блуждания нашей частицы. Введём математическое ожидание момента, когда игра прекращается: {\displaystyle \mathbb {E} (\tau _{k}^{x})=m_{k}(x)} для {\displaystyle k\leqslant n}. Выведем рекуррентное соотношение для математического ожидания продолжительности игры:
| {\displaystyle m_{k}(x)=\mathbb {E} (\tau _{k}^{x})=\sum \limits _{1\leqslant l\leqslant k}l\mathbb {P} {\bigl (}\{\tau _{k}^{x}=l\}{\bigr )}=\sum \limits _{1\leqslant l\leqslant k}l{\Bigl (}p\mathbb {P} {\bigl (}\{\tau _{k}^{x}=l\}{\big \|}\{\xi _{1}=1\}{\bigr )}+q\mathbb {P} {\bigl (}\{\tau _{k}^{x}=l\}{\big \|}\{\xi _{1}=-1\}{\bigr )}{\Bigr )}=}             |
| {\displaystyle =\sum \limits _{1\leqslant l\leqslant k}l{\Bigl (}p\mathbb {P} {\bigl (}\{\tau _{k-1}^{x+1}=l-1\}{\bigr )}+q\mathbb {P} {\bigl \{}\tau _{k-1}^{x-1}=l-1\}{\bigr )}{\Bigr )}=\sum \limits _{0\leqslant l\leqslant k-1}(l+1){\Bigl (}p\mathbb {P} {\bigl (}\{\tau _{k-1}^{x+1}=l\}{\bigr )}+q\mathbb {P} {\bigl (}\{\tau _{k-1}^{x-1}=l\}{\bigr )}{\Bigr )}=} |
| {\displaystyle =pm_{k-1}(x+1)+qm_{k-1}(x-1)+\sum \limits _{0\leqslant l\leqslant k-1}{\Bigl (}p\mathbb {P} {\bigl (}\{\tau _{k-1}^{x+1}=l\}{\bigr )}+q\mathbb {P} {\bigl (}\{\tau _{k-1}^{x-1}=l\}{\bigr )}{\Bigr )}=pm_{k-1}(x+1)+qm_{k-1}(x-1)+1.} |

Для {\displaystyle x\in (A;B)} и {\displaystyle k\in [0;n]} мы получили рекуррентное соотношение для функции {\displaystyle m_{k}(x)}: {\displaystyle m_{k}(x)=pm_{k-1}(x+1)+qm_{k-1}(x-1)+1} при {\displaystyle m_{0}(x)=0}.

Введём граничные условия: если игра начинается в точке {\displaystyle A} или {\displaystyle B}, то тогда она тут же и завершится — её длительность будет равна 0: {\displaystyle m_{k}(A)=m_{k}(B)=0}.

Из рекуррентного соотношения и граничных условий можно один за другим вычислить {\displaystyle m_{i}(x)}. Так как {\displaystyle m_{k+1}(x)\geqslant m_{k}(x)}, то существует предел {\displaystyle m(x)=\lim \limits _{n\rightarrow \infty }m_{n}(x)}, который удовлетворяет соотношению {\displaystyle m_{k}(x)=pm_{k-1}(x+1)+qm_{k-1}(x-1)+1}: {\displaystyle m(x)=1+pm(x+1)+qm(x-1)} при выполнении {\displaystyle m(A)=m(B)=0}. Данные переходы аналогичны тем, что мы рассмотрели при переходе к {\displaystyle n\rightarrow \infty } в уравнении вероятности проигрыша. Для того чтобы решить данное уравнение, надо ввести ещё одно условие: матожидание количества ходов должно быть конечным, то есть {\displaystyle m(x)<\infty }, {\displaystyle x\in (A;B)}.

Решим данное уравнение. В уравнении вероятности проигрыша ({\displaystyle p\neq q}) уже были получены частные решения {\displaystyle a} и {\displaystyle b\left({\frac {q}{p}}\right)^{x}}. Здесь же появляется ещё один претендент на роль частного решения: {\displaystyle {\frac {x}{q-p}}={\frac {q-p+(p+q)x+p-q}{q-p}}={\frac {q-p}{q-p}}+{\frac {p(x+1)}{q-p}}+{\frac {q(x-1)}{q-p}}=1+p{\frac {x+1}{q-p}}+q{\frac {x-1}{q-p}}}, поэтому {\displaystyle m(x)={\frac {x}{q-p}}+a+b\left({\frac {q}{p}}\right)^{x}}. С учётом граничного условия {\displaystyle m(A)=m(B)=0} находим при помощи ранее полученных соотношений {\displaystyle m(x)}: {\displaystyle m(x)={\frac {1}{p-q}}{\bigl (}B\beta (x)+A\alpha (x)-x{\bigr )}}. В случае идеальной монетки получаем следующее выражение: {\displaystyle m(x)=a+bx-x^{2}}. Применение граничного условия даёт: {\displaystyle m(x)=(B-x)(x-A)}. Из этого следует, что в случае равных стартовых капиталов {\displaystyle m(0)=B^{2}}. Например, если у каждого игрока есть по 5 рублей, а ставка — 1 рубль, то в среднем разоряться игроки будут через 25 ходов.
При рассмотрении вышеуказанных формул подразумевалась конечностью математического ожидания числа ходов: {\displaystyle m(x)<\infty }. Теперь будет предложено доказательство этого факта.

### Задача о конечности ожидаемого числа ходов
Доказать, что {\displaystyle m(x)<\infty \quad \forall A,B}.

Решение
Достаточно доказать это для случая {\displaystyle x=0} (так как ранее было уже продемонстрировано, что случаи {\displaystyle x\neq 0} могут быть сведены к {\displaystyle x=0} вариацией {\displaystyle A} и {\displaystyle B}) и {\displaystyle p=q}, а затем рассмотреть случай {\displaystyle p\neq q}.
Итак, рассмотрим последовательность {\displaystyle S_{0;1;\ldots ;n}} и введём случайную величину {\displaystyle S_{\tau _{n}}=S_{\tau _{n}}(\omega )}, где {\displaystyle \tau _{n}=\tau _{n}^{0}} — момент остановки.
Пусть {\displaystyle S_{\tau _{n}}(\omega )=\sum \limits _{k=0}^{n}S_{k}(\omega )\mathbf {1} _{\{{\tau _{n}=k}\}}(\omega )}. Интерпретация такова: {\displaystyle S_{\tau _{n}}} — это значение случайного блуждания в момент {\displaystyle \tau _{n}}. Если {\displaystyle \tau _{n}<n}, то {\displaystyle S_{\tau _{n}}\in \{A;B\}}; если {\displaystyle \tau _{n}=n}, то {\displaystyle A\leqslant S_{\tau _{n}}\leqslant B}. Вспомним, что {\displaystyle p=q=0{,}5}, и докажем, что {\displaystyle \mathbb {E} (S_{\tau _{n}})=0}, {\displaystyle \mathbb {E} (S_{\tau _{n}}^{2})=\mathbb {E} (\tau _{n})}.

Для доказательства первого равенства напишем: {\displaystyle \mathbb {E} (S_{\tau _{n}})=\sum \limits _{k=0}^{n}\mathbb {E} {\bigl (}S_{k}\mathbf {1} _{\{{\tau _{n}=k}\}}(\omega ){\bigr )}=\sum \limits _{k=0}^{n}\mathbb {E} {\bigl (}S_{n}\mathbf {1} _{\{{\tau _{n}=k}\}}(\omega ){\bigr )}+\sum \limits _{k=0}^{n}{\bigl (}(S_{k}-S_{n})\mathbf {1} _{\{{\tau _{n}=k}\}}(\omega ){\bigr )}=\mathbb {E} (S_{n})+\sum \limits _{k=0}^{n}{\bigl (}(S_{k}-S_{n})\mathbf {1} _{\{{\tau _{n}=k}\}}(\omega ){\bigr )}}. Совершенно очевидно, что {\displaystyle \mathbb {E} (S_{n})=0}, так как {\displaystyle S_{n}=\xi _{1}+\ldots +\xi _{n}}, {\displaystyle \xi _{i}=\pm 1} при {\displaystyle p=q}. Осталось доказать, что {\displaystyle \sum \limits _{k=0}^{n}{\bigl (}(S_{k}-S_{n})\mathbf {1} _{\{{\tau _{n}=k}\}}(\omega ){\bigr )}=0}.
Для {\displaystyle 0\leqslant k<n} справедливо, что {\displaystyle \{\tau _{n}>k\}=\{A<S_{1}<B;\ldots ;A<S_{k}<B\}}. Последнее событие может быть представлено в виде {\displaystyle {\bigl \{}\omega \colon (\xi _{1};\ldots ;\xi _{n})\in J{\bigr \}}}, где {\displaystyle J} — некоторое подмножество множества {\displaystyle \{-1;+1\}^{k}}. Это множество определяется только {\displaystyle \xi _{i}} при {\displaystyle i={\overline {1;k}}}. Для больших {\displaystyle i} значения {\displaystyle \xi _{k+1};\ldots ;\xi _{n}} не влияют на {\displaystyle J}. Множество вида {\displaystyle \{\tau _{n}=k\}=\{\tau _{n}>k-1\}\backslash \{\tau _{n}>k\}} также может быть представлено в виде {\displaystyle {\bigl \{}\omega \colon (\xi _{1};\ldots ;\xi _{n})\in J{\bigr \}}}. Благодаря независимости {\displaystyle \xi _{i}} (доказано в подзадаче 2) вытекает, что {\displaystyle \forall 0\leqslant k<n} случайные величины {\displaystyle S_{n}-S_{k}} и {\displaystyle \mathbf {1} _{\{\tau _{n}=k\}}} независимы. Отсюда {\displaystyle \mathbb {E} {\bigl (}S_{k}\cdot \mathbf {1} _{\{{\tau _{n}=k}\}}(\omega ){\bigr )}=\mathbb {E} (S_{k})\cdot \mathbb {E} {\bigl (}\mathbf {1} _{\{{\tau _{n}=k}\}}(\omega ){\bigr )}=0} в силу того, что первый множитель нулевой.
| {\displaystyle \mathbb {E} (S_{\tau _{n}}^{2})=\sum \limits _{k=0}^{n}\mathbb {E} (S_{k}^{2}\mathbf {1} _{\{{\tau _{n}=k}\}})=} |
| {\displaystyle =\sum \limits _{k=0}^{n}\mathbb {E} {\Bigl (}{\bigl (}S_{n}+(S_{k}-S_{n})^{2}{\bigr )}\mathbf {1} _{\{{\tau _{n}=k}\}}{\Bigr )}=\sum \limits _{k=0}^{n}{\Bigl (}\mathbb {E} (S^{2})\mathbf {1} _{\{{\tau _{n}=k}\}}+2\mathbb {E} {\bigl (}S_{n}(S_{k}-S_{n}){\bigr )}\mathbf {1} _{\{{\tau _{n}=k}\}}+\mathbb {E} {\bigl (}(S_{n}-S_{k})^{2}{\bigr )}\mathbf {1} _{\{{\tau _{n}=k}\}}{\Bigr )}=} |
| {\displaystyle =\mathbb {E} (S^{2})-\sum \limits _{k=0}^{n}\mathbb {E} {\bigl (}(S_{n}-S_{k})^{2}{\bigr )}\mathbf {1} _{\{{\tau _{n}=k}\}}=n-\sum \limits _{k=0}^{n}\mathbb {E} (n-k)\mathbb {P} {\bigl (}\{\tau _{n}=k\}{\bigr )}=\sum \limits _{k=0}^{n}k\mathbb {P} {\bigl (}\{\tau _{n}=k\}{\bigr )}=\mathbb {E} (\tau _{n}).}                                                                              |

Установлено, что для идеальной монетки {\displaystyle \mathbb {E} (S_{\tau _{n}})=0}, {\displaystyle \mathbb {E} (S_{\tau _{n}}^{2})=\mathbb {E} (\tau _{n})}.
В случае же {\displaystyle p\neq q} имеют место соотношения {\displaystyle \mathbb {E} (S_{\tau _{n}})=(p-q)\mathbb {E} (\tau _{n})} (поскольку {\displaystyle \mathbb {E} (\xi _{1})=p-q}) и {\displaystyle \mathbb {E} {\Bigl (}{\bigl (}S_{\tau _{n}}-\tau _{n}\mathbb {E} (\xi _{1}){\bigr )}^{2}{\Bigr )}=\mathrm {Var} (\xi _{1})\cdot \mathbb {E} (\tau _{n})}, поскольку {\displaystyle \mathrm {Var} (\xi _{1})=1-(p-q)^{2}}. Теперь покажем, что {\displaystyle \lim \limits _{n\rightarrow \infty }m_{n}(0)=m(0)<\infty }.
В случае справедливой игры в силу соотношения {\displaystyle \mathbb {E} (S_{\tau _{n}}^{2})=\mathbb {E} (\tau _{n})} верно, что {\displaystyle \mathbb {E} (\tau _{n})\leqslant \max\{A^{2};B^{2}\}}. Тогда же {\displaystyle \mathbb {E} (\tau _{n})=\mathbb {E} (S_{\tau _{n}}^{2})=A^{2}\alpha _{n}+B^{2}\beta _{n}+\mathbb {E} (S_{n}^{2}\mathbf {1} _{\{{A<S_{n}<B}\}})\mathbf {1} _{\{{\tau _{n}=n}\}}}, поэтому {\displaystyle A^{2}\alpha _{n}+B^{2}\beta _{n}\leqslant \mathbb {E} (\tau _{n})\leqslant A^{2}\alpha _{n}+B^{2}\beta _{n}+\max\{A^{2};B^{2}\}\cdot \gamma _{n}}. Из неравенства {\displaystyle \gamma _{n}<\varepsilon ^{n}} следует, что математическое ожидание {\displaystyle \mathbb {E} (\tau _{n})} сходится при {\displaystyle n\rightarrow \infty } к предельному значению {\displaystyle m(0)=A^{2}\alpha +B^{2}\beta =A^{2}\cdot {\frac {B}{B-A}}-B^{2}\cdot {\frac {A}{B-A}}=|AB|}. В случае несправедливой игры {\displaystyle \mathbb {E} (\tau _{n})\leqslant {\frac {\max\{|A|;B\}}{|p-q|}}}. Так как за {\displaystyle \tau _{n}} обозначался момент первого вылета частицы за пределы коридора, то математическое ожидание его меньше определённых чисел, следовательно, меньше бесконечности. При таком условии {\displaystyle \mathbb {E} (\tau _{n})\rightarrow m(0)={\frac {\alpha A+\beta B}{p-q}}}. {\displaystyle \blacksquare }

## Компьютерное моделирование (метод Монте-Карло)
Для моделирования игры воспользуемся программой MATLAB.
Для начала сгенерируем последовательность {\displaystyle \xi _{i}}, а затем при некотором первоначальном богатстве {\displaystyle x} создадим цепочку {\displaystyle S_{k}}:

### Последовательностьξ(getXI)
```
n
 
=
 
100
;
                             
% The length of \xi_i series

U
 
=
 
rand
(
n
,
1
);
                       
% Generate 100 random uniform [0;1] values

XI
 
=
 
zeros
(
n
,
1
);
                     
% Reserve memory for 100 modified Bernoulli

q
 
=
 
0.55
;
                            
% Reverse probability

p
 
=
 
1
 
-
 
q
;
                           
% Averse probability

                                     
% The following cycle creates a Bernoulli distribution based on uniform [0;1]

for
 
i
 
=
 
1
:
n
                          
% This cycle divides the [0;1] array into 2 parts: lengths q and p, q+p=1

   
if
 
(
U
(
i
,
1
)
 
<
 
q
)
                        

       
XI
(
i
,
1
)
 
=
 
-
1
;
                 
% If a uniform random value falls into q then \xi=-1

   
else
 
XI
(
i
,
1
)
 
=
 
1
;
                 
% If a uniform random value falls into p then \xi=+1

   
end

end

x
 
=
 
10
;
                              
% Initial 1st player's budget offset

S
 
=
 
zeros
(
n
,
1
);
                      
% Reserve memory for 100 S_1...S_100

for
 
i
 
=
 
1
:
n
                          
% Make S_k series according to rule S_{k+1} = S_k + \xi_{k+1}

    
S
(
i
,
1
)
 
=
 
x
 
+
 
sum
(
XI
(
1
:
i
,
 
1
));
    
% considering the initial welfare offset x

end

```

Затем введём функцию getS(n, q, x), которая бы не просто, как листинг выше, генерировала ряд {\displaystyle S_{k}} сразу и мгновенно, а позволяла бы обобщённо на основе введённых значений {\displaystyle n}, {\displaystyle q} и {\displaystyle x} построить ряд, не усложняя вычислений. Это бы упростило рабочую область.

### Генерация ряда (getS function)
```
function
 
[S]
 
=
 
getS
(
n, q, x
)
         
% This function depends on n, q and x --- 3 variables

U
 
=
 
rand
(
n
,
1
);

XI
 
=
 
zeros
(
n
,
1
);

for
 
i
 
=
 
2
:
n
                          
% Uniform->Bernoulli distribution transformation

   
if
 
(
U
(
i
,
1
)
 
<
 
q
)

       
XI
(
i
,
1
)
 
=
 
-
1
;
 

   
else
 
XI
(
i
,
1
)
 
=
 
1
;

   
end

end

S
 
=
 
zeros
(
n
,
1
);
                      
% Reserve memory for n S_1...S_n

for
 
i
 
=
 
2
:
n
                          
% Calculate the S_1...S_n series

    
S
(
i
,
1
)
 
=
 
sum
(
XI
(
1
:
i
,
 
1
));
        
% Sums the \xi's

end

S
 
=
 
x
 
+
 
S
;
                           
% Adds initial welfare to each S_k of the whole matrix

```

Возникает разумный вопрос: зачем считать {\displaystyle \xi }, начиная только со второй величины (for i = 2:n)? Дело в том, что это делается исключительно в целях наглядной визуализации. При построении графика в следующем коде будут строиться траектории {\displaystyle S_{k}}, и если бы было написано for i = 1:n, то тогда уже с самого первого значения некоторые траектории бы выходили из {\displaystyle x-1}, некоторые — из {\displaystyle x+1}. Так как в данной программе из соображений оптимальности лучше не задействовать нулевое значение (из него частица выходит, но не рисуется, так как прибавление {\displaystyle \xi _{1}} происходит сразу), то просто-напросто сдвинем нумерацию на оси абсцисс на единицу вправо. Теперь проведём серию тестов и наглядно рассмотрим возможные траектории при некоторых вероятностях, длинах игры и количестве игр.

### Визуализация (graphS)
```
N
 
=
 
3
;
                               
% Number of games played

n
 
=
 
10
;
                              
% Number of tosses

q
 
=
 
0.45
;
                            
% Chance 1st player loses 1 rouble

x
 
=
 
0
;
                               
% Initial welfare offset

matrS
 
=
 
zeros
(
N
,
 
n
);
                 
% Reserve memory for N rows n cols matrix

for
 
i
 
=
 
1
:
N
                          
% This loop fills the S matrix with S_k, yielding N trajectories

    
matrS
(
i
,:)
 
=
 
getS
(
n
,
 
q
,
 
x
)
'
;

    
plot
(
matrS
(
i
,:));
                
% Gives an image

    
hold
 
on
;
                         
% Holds the axes for next trajectory overlay

end

hold
 
off
;
                            
% Clears axes for a new plot

```

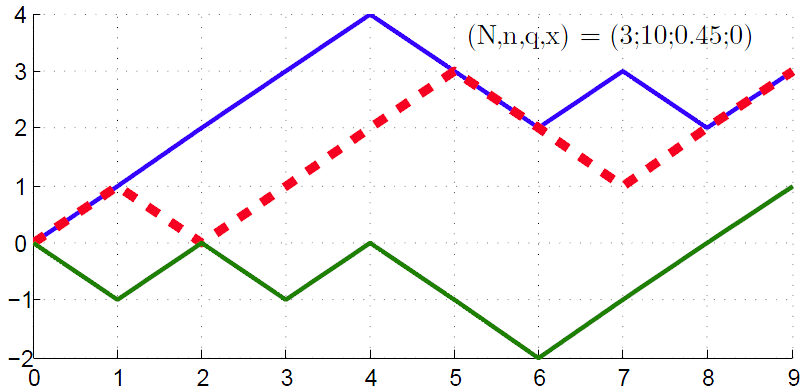
Три игры в 10 шагов при.

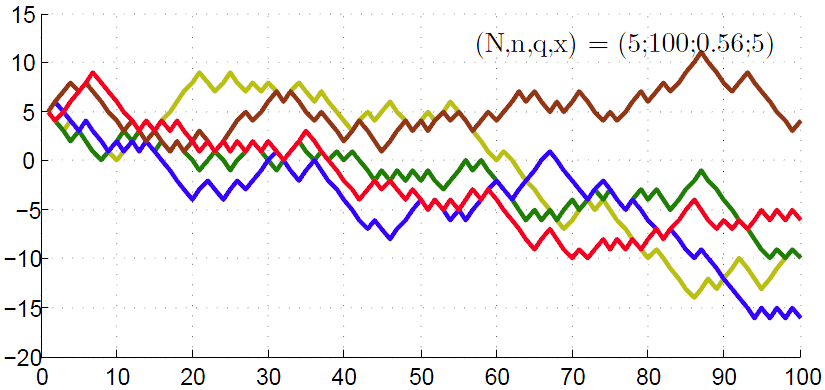
Пять игр в 100 шагов при. Видно, что частицу «тянет вниз» к точке.

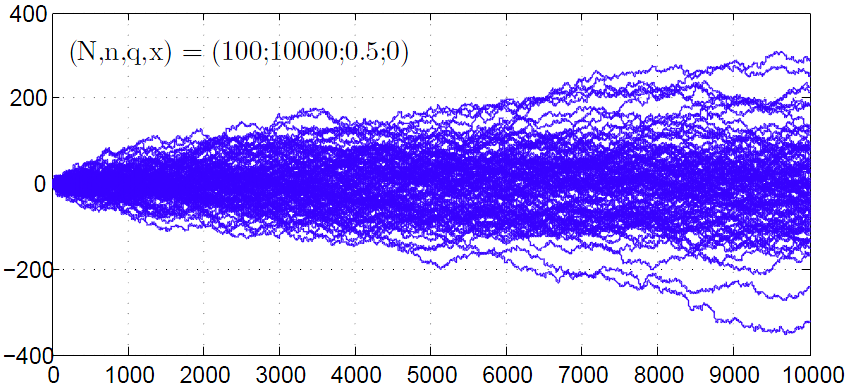
Сто справедливых игр в 10000 шагов.

Теперь подойдём к самой главной составляющей программной части — алгоритму, который позволил бы вычислять среднюю длину игры при заданных параметрах {\displaystyle (A;B;n;q)}. Если теория верна, то нижеследующий эксперимент её лишь подтвердит. Также допишем в программу строчку, которая будет вычислять вероятность разорения первого игрока ({\displaystyle \beta (x)}) при заданных начальных капиталах и сопоставлять её с теоретической.

### Полная модель игры (Monte_Carlo)
```
N
 
=
 
3000
;
                                 
% Number of games played

n
 
=
 
3000
;
                                 
% Number of tosses

q
 
=
 
0.5
;
                                  
% Chance 1st player loses 1 rouble

p
 
=
 
1
-
q
;
                                  
% Chance 1st player wins 1 rouble

A
 
=
 
-
10
;
                                  
% 1st player budget

B
 
=
 
10
;
                                   
% 2nd player budget

x
 
=
 
0
;
                                    
% Budget offset towards 1st player

Bs
 
=
 
0
;
                                   
% amount of cases particle hits B (it will change soon)

As
 
=
 
0
;
                                   
% amount of cases particle hits A (it will change soon)

matrS
 
=
 
zeros
(
N
,
 
n
);
                      
% Reserve memory for N rows n cols matrix

TAU1
 
=
 
n
 
*
 
ones
(
N
,
 
n
);
                    
% Fill another N rows n cols matrix with n's

for
 
i
 
=
 
1
:
N
                               
% This loop makes up N trajectories of S_k relying on input q, x, n

  
matrS
(
i
,:)
 
=
 
getS
(
n
,
 
q
,
 
x
)
'
;

  
for
 
j
 
=
 
1
:
n

      
if
 
(
matrS
(
i
,
j
)
 
==
 
A
)
||
(
matrS
(
i
,
j
)
 
==
 
B
)
 
% If a particle exceeds A or B, then

      
TAU1
(
i
,
j
)
 
=
 
j
;
                          
% put the number of step into the table

      
end

  
end

  
plot
(
matrS
(
i
,:));
                       
% Displays a figure

  
grid
 
on
;

  
hold
 
on
;
                                
% Simultaneous plots within same axes

end

hold
 
off
;
                                 
% Clears axes for a new plot

TAU
 
=
 
(
min
(
TAU1
'
))
'
;
                      
% TAU = earliest step of [A;B] corridor overrun

% As [min] affects columns and gives row then we transpose TAU1,

% minimize it by rows and make it a column again

for
 
i
 
=
 
1
:
N
                               
% Our S_n series are ready; they nest in matrS

    
for
 
j
=
1
:
TAU
(
i
)
                        
% Scan only till we encounter the escape step!

        
if
 
(
matrS
(
i
,
j
)
 
==
 
A
);
             
% If a particle escaped through A (1st player busted)

        
As
 
=
 
As
+
1
;
                        
% then add +1 to 1st player's failures

        
elseif
 
(
matrS
(
i
,
j
)
 
==
 
B
)
          
% Otherwise if its first threshold was B

        
Bs
 
=
 
Bs
+
1
;
                        
% then add +1 to 1st player's wins

        
end
                               
% If n is not large enough, then

    
end
                                   
% As + Bs may not make up N

end

ALPHA
 
=
 
As
/
(
As
+
Bs
)
                        
% Match alphas with their theoretical values

if
 
(
q
 
==
 
p
)

   
THEORALPHA
 
=
 
(
B
-
x
)
/
(
B
-
A
)

else
 
THEORALPHA
 
=
 
((
q
/
p
)
^
B
 
-
 
(
q
/
p
)
^
x
)
/
((
q
/
p
)
^
B
 
-
 
(
q
/
p
)
^
A
)

end

BETA
 
=
 
1
-
ALPHA
                            
% Same for betas

if
 
(
q
 
==
 
p
)

   
THEORBETA
 
=
 
(
x
-
A
)
/
(
B
-
A
)

else
 
THEORBETA
 
=
 
1
-
THEORALPHA

end

meanTAU
 
=
 
mean
(
TAU
)
                       
% Law of large numbers for great N's

if
 
(
q
 
==
 
p
)

   
THEORTAU
 
=
 
(
B
-
x
)
*
(
x
-
A
)

else
 
THEORTAU
 
=
 
1
/
(
p
-
q
)
*
(
B
*
THEORBETA
+
A
*
THEORALPHA
-
x
)

end

```

Отметим, что при небольших {\displaystyle n} не все частицы вылетают из коридора, поэтому здесь надо подчеркнуть, что теория говорит: «при достаточно больших {\displaystyle n} вероятность {\displaystyle \beta _{n}(x)} близка к {\displaystyle \beta (x)}».

### Тестирование
Нижеследующие данные рассчитаны для {\displaystyle n=3000}, {\displaystyle N=3000}.
| № теста | {\displaystyle q}      | {\displaystyle A}   | {\displaystyle B}  | {\displaystyle x}  | ALPHA                    | {\displaystyle \alpha (x)} | BETA                     | {\displaystyle \beta (x)} | meanTAU                    | {\displaystyle m(x)}       |
| ------- | ---------------------- | ------------------- | ------------------ | ------------------ | ------------------------ | -------------------------- | ------------------------ | ------------------------- | -------------------------- | -------------------------- |
| 1       | {\displaystyle 0{,}49} | {\displaystyle -6}  | {\displaystyle 5}  | {\displaystyle 0}  | {\displaystyle 0{,}4020} | {\displaystyle 0{,}4006}   | {\displaystyle 0{,}5980} | {\displaystyle 0{,}5994}  | {\displaystyle 30{,}9307}  | {\displaystyle 29{,}6856}  |
| 2       | {\displaystyle 0{,}6}  | {\displaystyle -60} | {\displaystyle 6}  | {\displaystyle -3} | {\displaystyle 0{,}9733} | {\displaystyle 0{,}9740}   | {\displaystyle 0{,}0267} | {\displaystyle 0{,}0260}  | {\displaystyle 278{,}2200} | {\displaystyle 276{,}4159} |
| 3       | {\displaystyle 0{,}6}  | {\displaystyle -20} | {\displaystyle 2}  | {\displaystyle -1} | {\displaystyle 0{,}7040} | {\displaystyle 0{,}7038}   | {\displaystyle 0{,}2960} | {\displaystyle 0{,}2962}  | {\displaystyle 62{,}2680}  | {\displaystyle 62{,}4178}  |
| 4       | {\displaystyle 0{,}54} | {\displaystyle -10} | {\displaystyle 50} | {\displaystyle 10} | {\displaystyle 0{,}9990} | {\displaystyle 0{,}9984}   | {\displaystyle 0{,}0010} | {\displaystyle 0{,}0016}  | {\displaystyle 251{,}3587} | {\displaystyle 248{,}8205} |
| 5       | {\displaystyle 0{,}5}  | {\displaystyle -10} | {\displaystyle 20} | {\displaystyle 0}  | {\displaystyle 0{,}6580} | {\displaystyle 0{,}6667}   | {\displaystyle 0{,}3420} | {\displaystyle 0{,}3333}  | {\displaystyle 202{,}3007} | {\displaystyle 200{,}0000} |
| 6       | {\displaystyle 0{,}35} | {\displaystyle -3}  | {\displaystyle 90} | {\displaystyle 0}  | {\displaystyle 0{,}1457} | {\displaystyle 0{,}1561}   | {\displaystyle 0{,}8543} | {\displaystyle 0{,}8439}  | {\displaystyle 256{,}4557} | {\displaystyle 251{,}6022} |

В экспериментах 2 и 3 продемонстрировано свойство: если игра проигрышная для первого игрока, то увеличение ставки в модели эквивалентно сокращению {\displaystyle A}, {\displaystyle B} и {\displaystyle x} в одно и то же число раз относительно нуля. Ставка увеличилась втрое — вероятность выскочить из коридора со значением {\displaystyle B} выросла в 11 раз!